# Gerbera
Gerbera és un gènere de plantes d'ús ornamental dins la família de les asteràcies. Va rebre el nom en honor del botànic alemany Traugott Gerber, amic de Carl von Linné.
Consta d'unes 30 espècies silvestres, la seva distribució és Amèrica del Sud, Àfrica i Àsia tropical.
Les espècies de Gerbera tenen un gran capítol floral amb floretes de colors groc, taronja, blanc, rosat, o vermell. Els capítols segons les espècies i cultivars poden ser de 7 cm de diàmetre(Gerbera mini 'Harley') a 12 cm (Gerbera ‘Golden Serena').
Les gerberes són plantes decoratives molt populars i molt usades com a flor tallada. Els cultvars són generalment el resultat d'encreuar les espècies sud-africanes Gerbera jamesonii i Gerbera viridifolia.
També es fa servir d'organisme model per a la recerca científica.
Contenen derivats de la cumarina. No resisteix les gelades. És resistent a ser menjada pels cérvols.

## Galeria

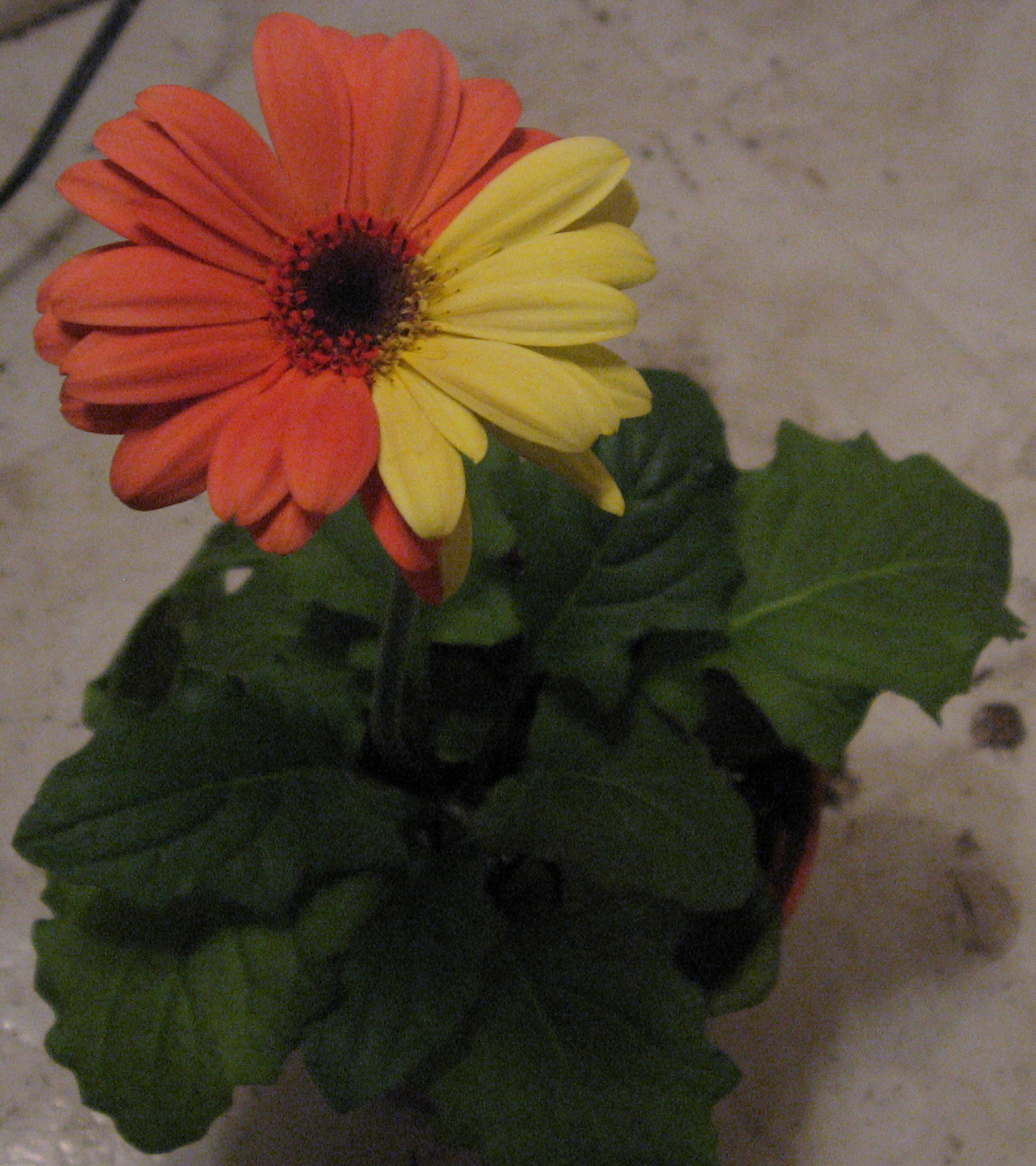
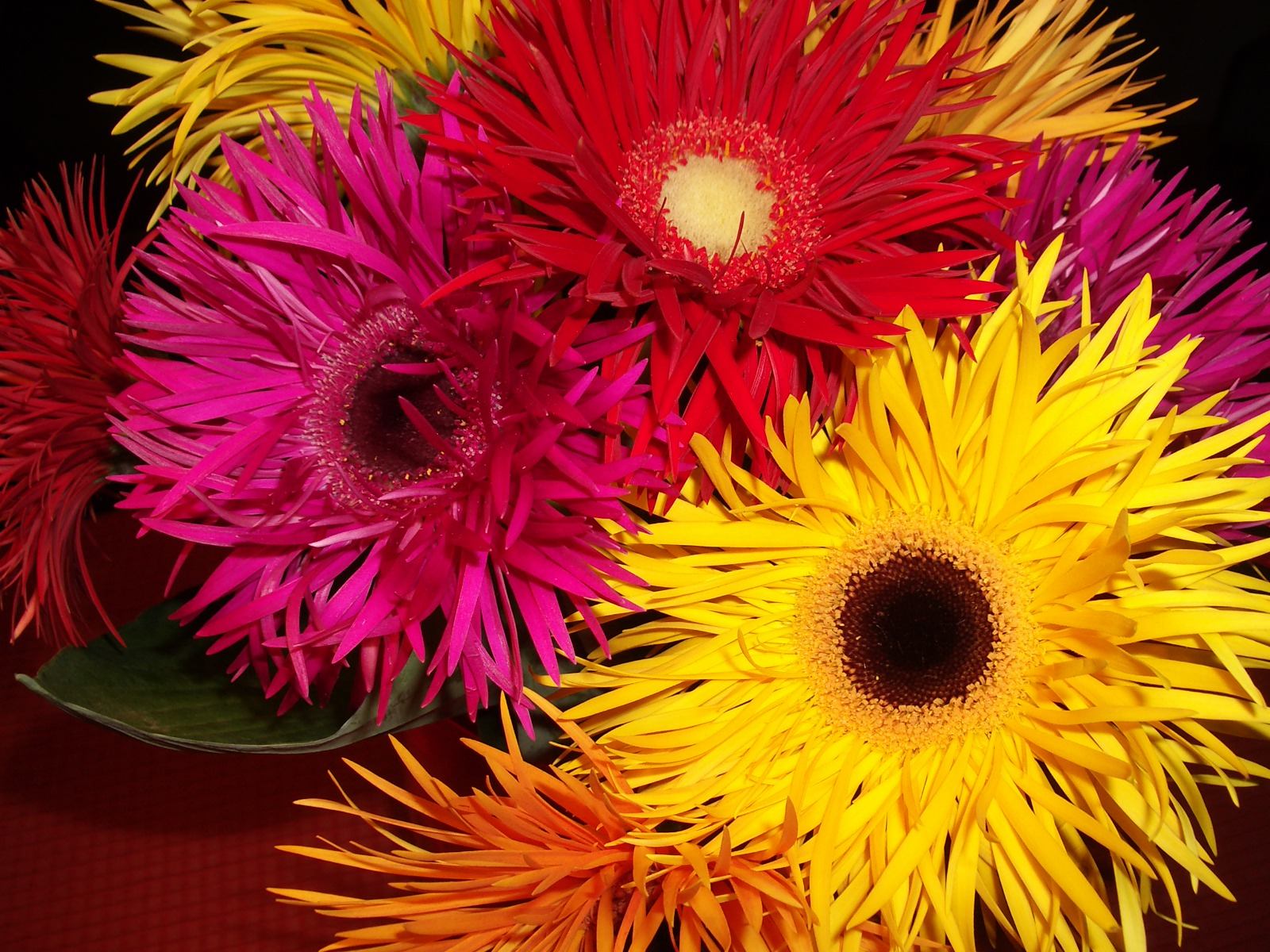
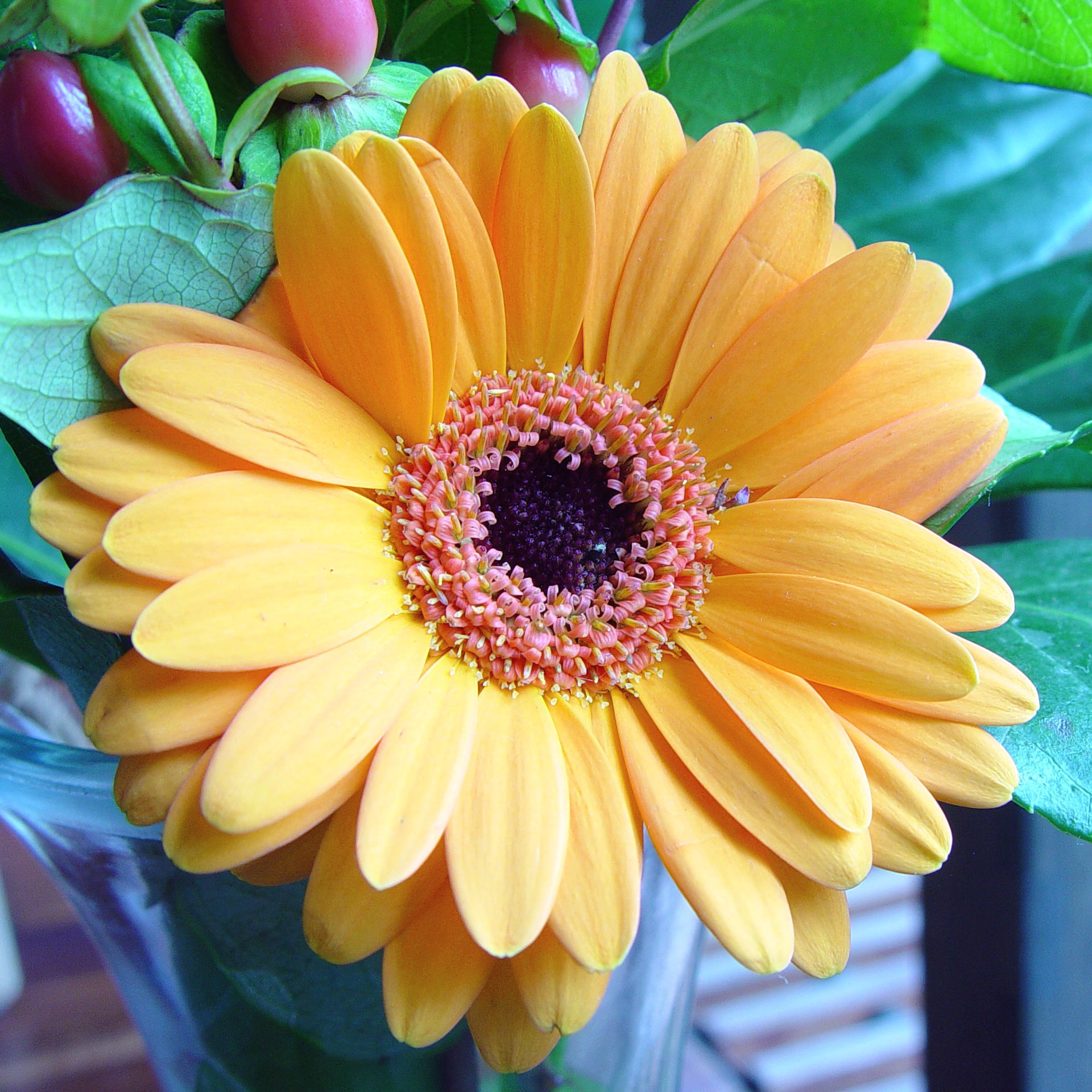
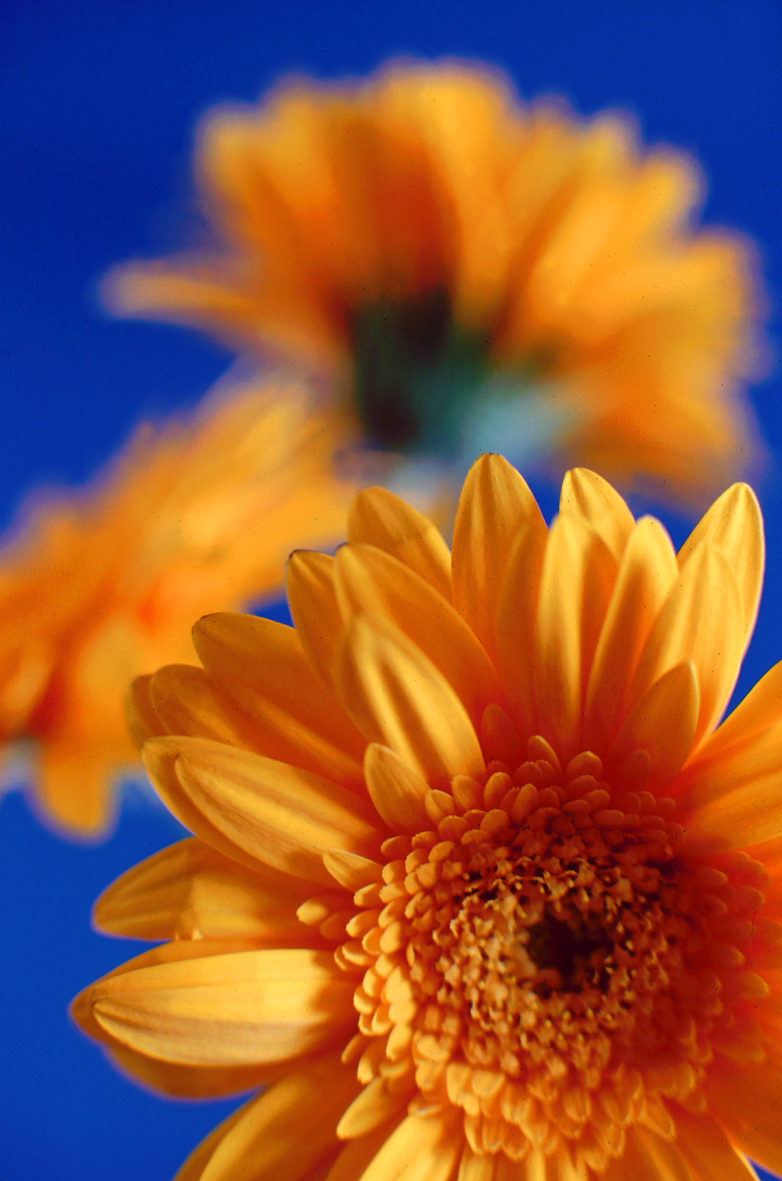
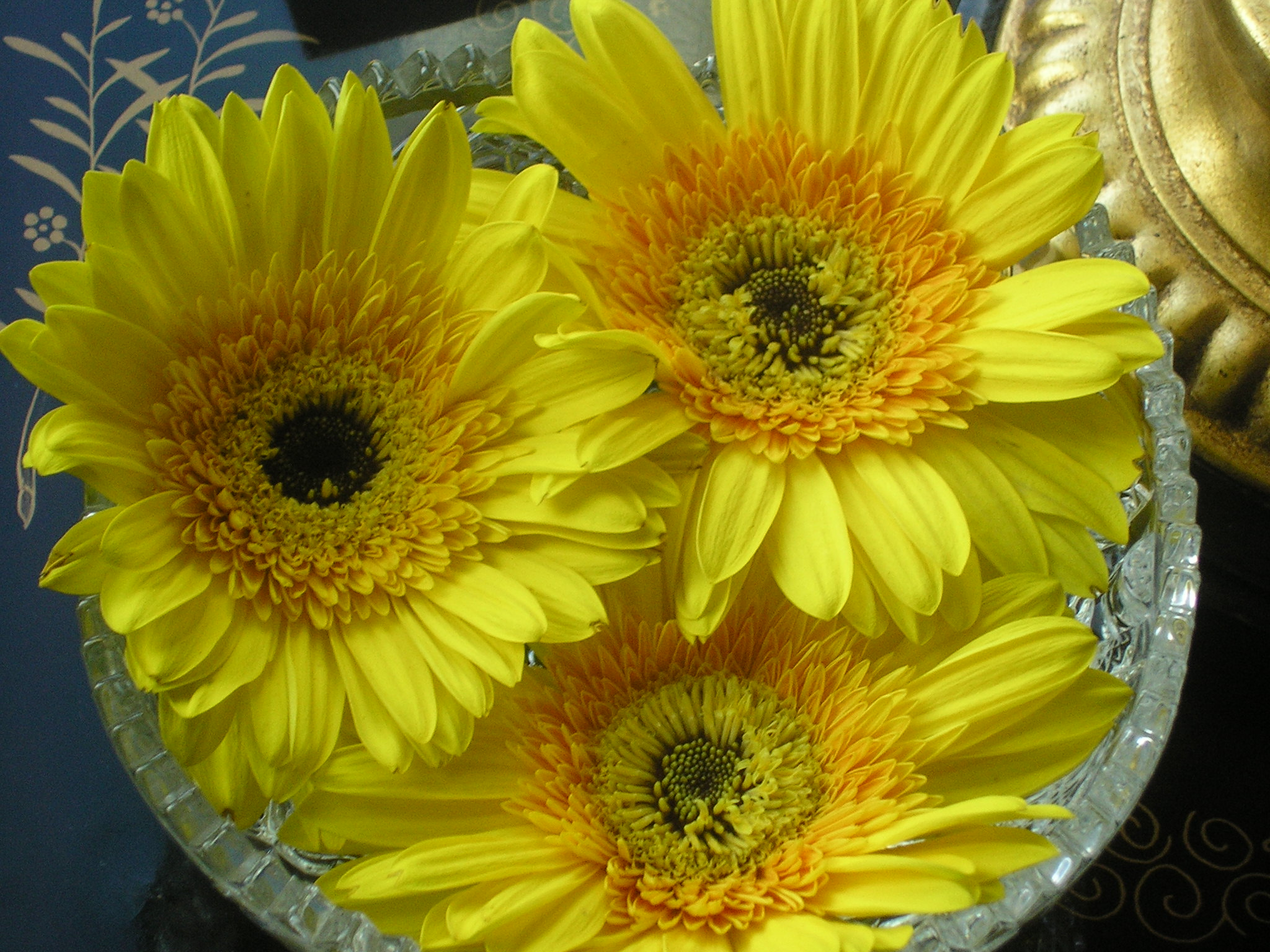
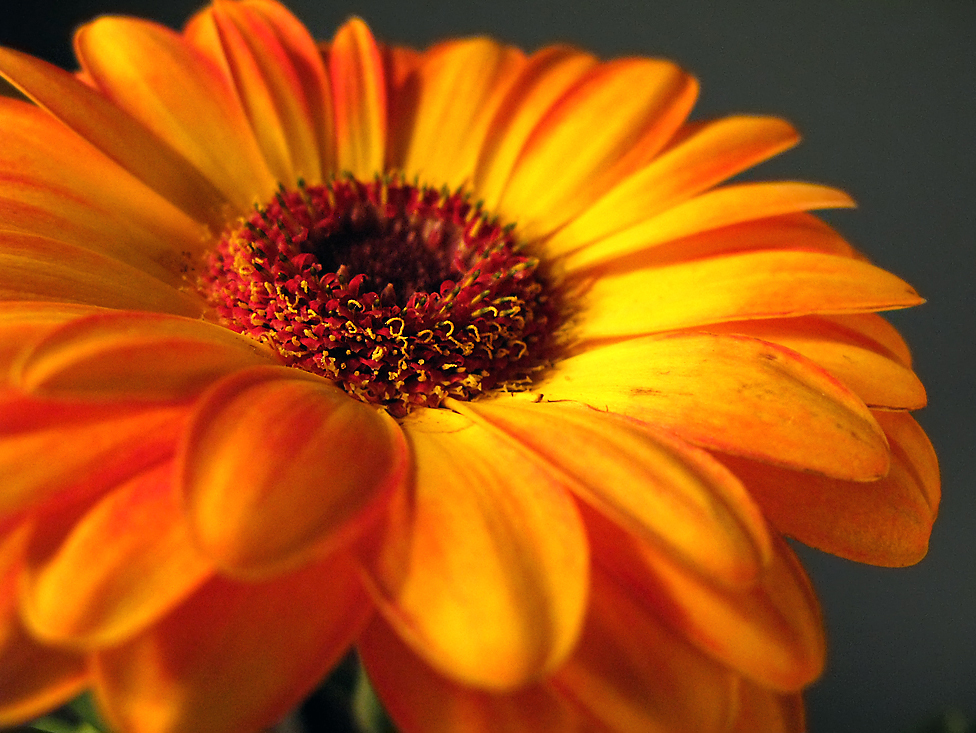
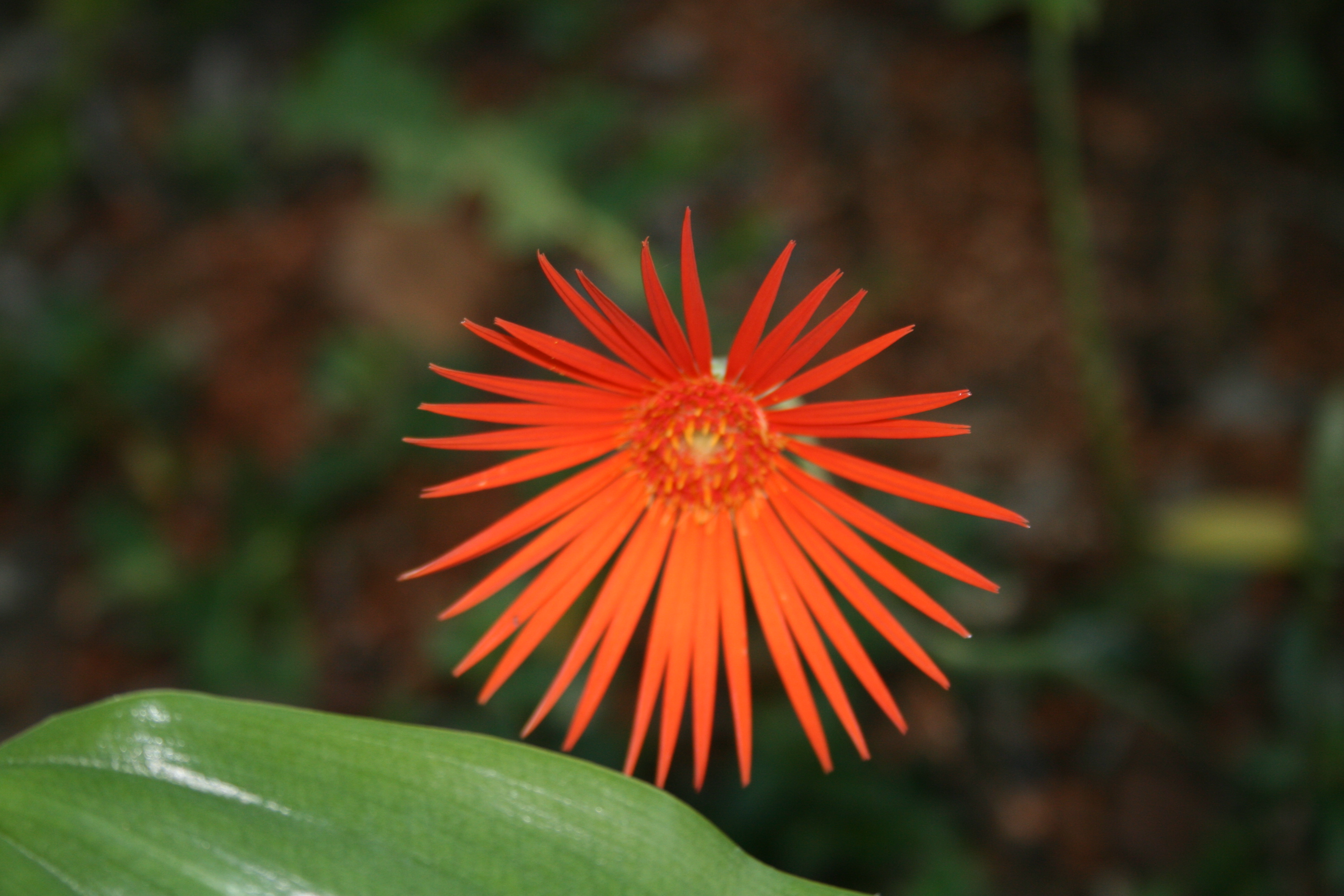
Barberton daisy (Gerbera jamesonii)
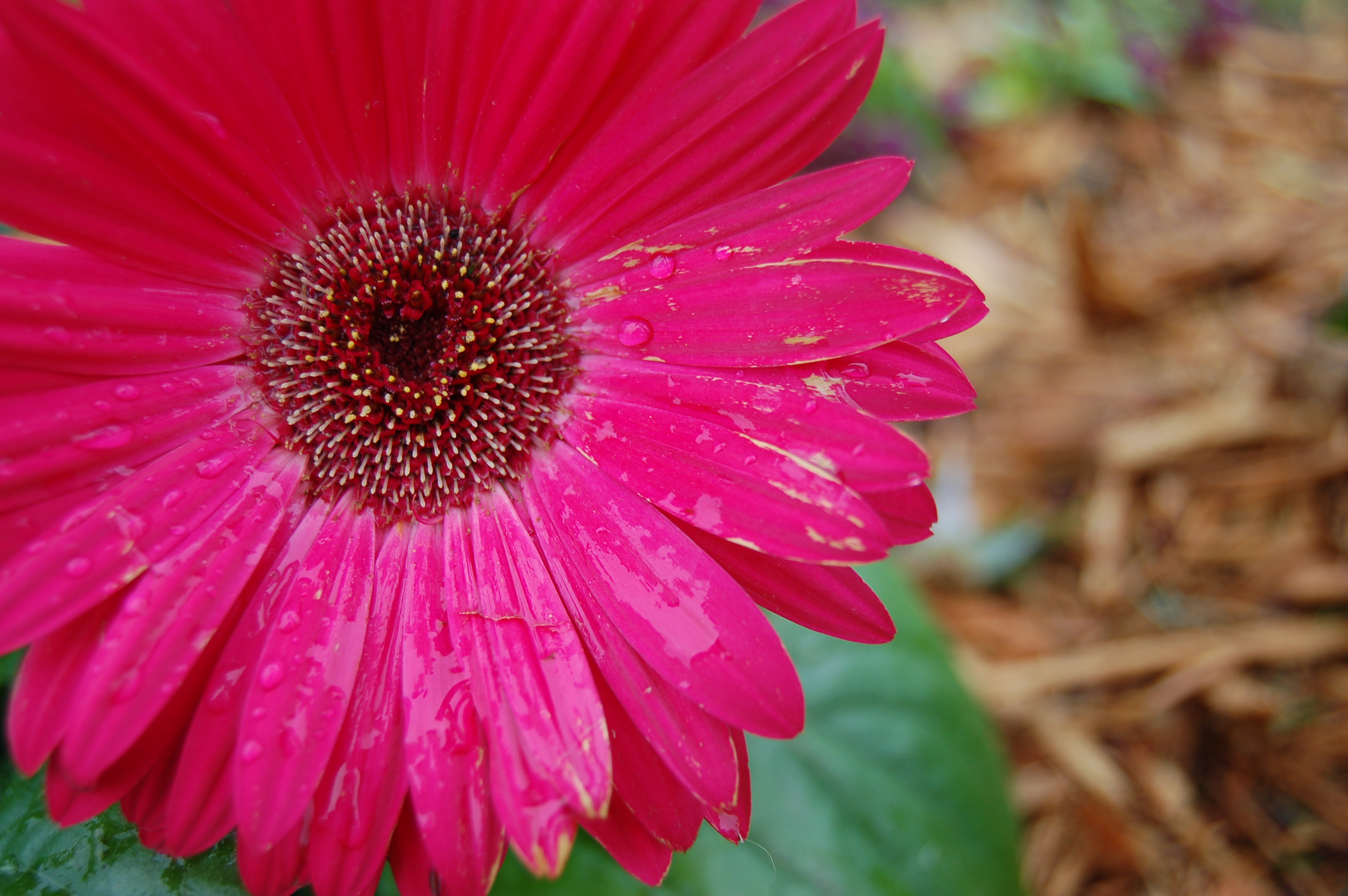

## Taxonomia
- Gerbera aberdarica
- Gerbera abyssinica
- Gerbera ambigua
- Gerbera anandria : Ghostly Daisy
  - Gerbera anandria var. anandria
  - Gerbera anandria var. densiloba
  - Gerbera anandria var. integripetala
  - Gerberia anadria var. bonatiana
- Gerbera aspleniifolia
- Gerbera aurantiaca : Hilton Daisy
- Gerbera bojeri
- Gerbera bonatiana
- Gerbera bracteata
- Gerbera brevipes
- Gerbera burchellii
- Gerbera burmanni
- Gerbera candollei
- Gerbera cavaleriei
- Gerbera chilensis
- Gerbera cineraria
- Gerbera connata
- Gerbera conrathii
- Gerbera cordata
- Gerbera coronopifolia
- Gerbera curvisquama
- Gerbera delavayi
- Gerbera discolor
- Gerbera diversifolia
- Gerbera elegans
- Gerbera elliptica
- Gerbera emirnensis
- Gerbera ferruginea
- Gerbera flava
- Gerbera galpinii
- Gerbera glandulosa
- Gerbera henryi
- Gerbera hieracioides
- Gerbera hirsuta
- Gerbera hypochaeridoides
- Gerbera integralis
- Gerbera integripetala
- Gerbera jamesonii : Barberton Daisy, Gerbera Daisy, Transvaal Daisy
- Gerbera knorringiana
- Gerbera kokanica
- Gerbera kraussii
- Gerbera kunzeana
- Gerbera lacei
- Gerbera lagascae
- Gerbera lanuginosa
- Gerbera lasiopus
- Gerbera latiligulata
- Gerbera leandrii
- Gerbera leiocarpa
- Gerbera leucothrix
- Gerbera lijiangensis
- Gerbera lynchii
- Gerbera macrocephala
- Gerbera nepalensis
- Gerbera nervosa
- Gerbera nivea
- Gerbera parva
- Gerbera peregrina
- Gerbera perrieri
- Gerbera petasitifolia
- Gerbera piloselloides
- Gerbera plantaginea
- Gerbera plicata
- Gerbera podophylla
- Gerbera pterodonta
- Gerbera pulvinata
- Gerbera pumila
- Gerbera randii
- Gerbera raphanifolia
- Gerbera ruficoma
- Gerbera saxatilis
- Gerbera semifloscularis
- Gerbera serotina
- Gerbera speciosa
- Gerbera tanantii
- Gerbera tomentosa
- Gerbera tuberosa
- Gerbera uncinata
- Gerbera viridifolia
- Gerbera welwitschii
- Gerbera wrightii
- Gerbera wuest "Catherine's Daisy"